# Международный совет женщин
Международный совет женщин (англ. The International Council of Women, ICW) — неправительственная женская организация.
Совет учрежден в 1888 году для международной поддержки прав женщин.

## История
Во время визита в Европу в 1882 году американские суфражистки Элизабет Кэди Стэнтон и Сьюзен Энтони обсудили идею международной женской организации с реформаторами нескольких стран. Ими сформирован комитет по переписке для дальнейшего развития этой идеи на приеме в их честь незадолго до их возвращения домой. 
25 марта 1888 года в Вашингтоне, округ Колумбия, Национальная ассоциация избирательного права женщин, возглавляемая Энтони и Стэнтон, организовала учредительное собрание совета. Собрание происходило при участии 80 докладчиков и 49 делегатов, представляющих 53 женские организации из 9 стран: Канады, США, Ирландии, Индии, Великобритании, Финляндии, Дании, Франции и Норвегии. Луизиану в Международном женском совете представляла Кэролайн Элизабет Меррик. Встреча была частью празднования сороковой годовщины Конвенции в Сенека-Фолсе. 
Рэйчел Фостер Эйвери отвечала за большую часть деталей планирования первого заседания совета, а Сьюзен Энтони председательствовала на восьми из шестнадцати заседаний.  Совет проводил национальные встречи каждые три года и международные встречи каждые пять лет. 
Миллисент Гаррет Фосетт из Англии была избрана первым президентом, но отказалась служить. В 1894 году совет встретился в Берлине, где Аликс фон Котта сообщила, что многие старшие учителя остались в стороне.  В 1899 году члены совета встретились в Лондоне.
В первые годы Соединенные Штаты поддерживали многие расходы организации, а членские взносы американских членов составляли значительную часть бюджета. Большинство встреч проводилось в Европе или Северной Америке, и на них было принято использование трех официальных языков – английского, французского и немецкого – что препятствовало участию женщин неевропейского происхождения. Совет не продвигал активно избирательное право женщин, чтобы не провоцировать более консервативных членов. В 1899 году совет сформировал Международный постоянный комитет по вопросам мира и международного арбитража (англ. International Standing Committee on Peace and International Arbitration). Вскоре были созданы другие постоянные комитеты, и через них совет стала заниматься вопросами, от избирательного права до здравоохранения.

## Двадцатое столетие
В 1904 году на Берлинском конгрессе совета была создана отдельная организация, призванная удовлетворить сильную феминистскую идентичность национальных ассоциаций избирательного права: Международный союз женщин за избирательное право. Конгресс 1909 года проходил в Торонто, Канада, а конференция 1914 года — в Риме. VI Конгресс состоялся в 1920 году в Кристиании, Норвегия; за которым в 1925 году последовал Конгресс в Вашингтоне, округ Колумбия.
В 1925 году совет созвал свою первую коалицию, Объединенный постоянный комитет женских международных организаций (англ. Joint Standing Committee of the Women's International Organisations), чтобы лоббировать назначение женщин в Лигу Наций. В 1930 году конференция совета состоялась в Вене.
К 1931 году Лига Наций созвала Женский консультативный комитет по гражданству (англ. Women's Consultative Committee on Nationality) для решения вопроса о правах женщины (и гражданства) в случае брака с мужчиной из другой страны. В 1931 году были сформированы две дополнительные коалиции: Комитет по связям (англ. Liaison Committee) и Комитет по миру и разоружению (англ. Peace and Disarmament Committee).   Следующей конференцией стал совместный конгресс совета и Национального совета женщин Индии, состоявшийся в Калькутте в 1936 году. В том же году конституция совета была пересмотрена.
К 1938 году число комитетов совета, который превратился в одну из самых известных и пользующихся наибольшим доверием женских международных организаций, выросло до тридцати шести. Вторая мировая война вызвала большую дезорганизацию работы совета. Некоторые национальные советы вообще прекратили свою работу; в других были нарушены руководство и организация. Во время Второй мировой войны съезды были приостановлены.
В 1946 году совет встретился в Филадельфии, чтобы переориентировать свои усилия и восстановить былое единство. Конференция опубликовала заявление, осуждающее войну и все преступления против человечества, а также требующее более активной роли женщин на национальной и международной арене.

## Международный статус
Совет работал с Лигой Наций в 1920-е годы и с Организацией Объединенных Наций после Второй мировой войны. С 1947 года совет имеет консультативный статус при Экономическом и Социальном Совете ООН (ЭКОСОС) и объединяет 70 стран и имеет штаб-квартиру в Париже. 
| Список президентов совета     | Длительность              | Страна            |
| ----------------------------- | ------------------------- | ----------------- |
| никто                         | 1888–1893 гг.             | -                 |
| Ишбель Гамильтон-Гордон       | 1893–1899 гг.             | Шотландия         |
| Мэй Райт Сьюэлл               | 1899–1904 гг.             | Соединенные Штаты |
| Ишбель Мария Гамильтон-Гордон | 1904–1920 гг.             | Шотландия         |
| Полин Шапоньер-Ше             | 1920–1922 гг.             | Швейцария         |
| Ишбель Мария Гамильтон-Гордон | 1922–1936 гг.             | Шотландия         |
| Марта Боэль                   | 1936–1947 гг.             | Бельгия           |
| Рене Жиро                     | (временный) 1940–1945 гг. | Швейцария         |
| Жанна Эдер-Швицер             | 1947–1957 гг.             | Швейцария         |
| Мари-Элен Лефоше              | 1957–1963 гг.             | Франция           |
| Мэри МакГичи                  | 1963–1973 гг.             | Канада            |
| Мехрангиз Довлатшахи          | 1973–1976 гг.             | Иран              |
| Нгармчит Пурачатра            | 1976–1979 гг.             | Таиланд           |
| Мириам Делл                   | 1979–1986 гг.             | Новая Зеландия    |
| Хон Сук-джа                   | 1986–1988 гг.             | Южная Корея       |
| Лили Бойкенс                  | 1988–1994 гг.             | Бельгия           |
| Курайсин Сумхади              | 1994–1997 гг.             | Индонезия         |
| Пнина Херцог                  | 1997–2003 гг.             | Израиль           |
| Анама Тан                     | 2003–2009 гг.             | Сингапур          |
| Козима Шенк                   | 2009–2015 гг.             | Швейцария         |
| Ким Чон Сук                   | 2015–2022 гг.             | Южная Корея       |
| Мартин Марандел               | 2022–                     | Франция           |

Национальный совет женщин США был основан в 1888 году на первом собрании совета. Национальный совет женщин Канады был основан в 1893 году. Национальный совет французских женщин был создан в 1901 году. Национальный совет итальянских женщин - в 1903 году. Национальный совет бельгийских женщин - в 1905 году. Национальный совет женщин Австралии был создан в 1931 году.

## Архивы
Документы совета хранятся в следующих библиотеках:
- Женская библиотека
- Библиотека Организации Объединенных Наций в Женеве
- Библиотека Конгресса в Вашингтоне
- архивы ЮНЕСКО в Париже
- Международный информационный центр и архив женского движения в Амстердаме
- Архивный центр женской истории (CARHIF) в Брюсселе
- Библиотека Софии Смит в Смит-колледже, Массачусетс, США
- Мемориальная библиотека Маргарет Казинс в Нью-Дели
- Коллекция леди Абердин в специальных коллекциях библиотеки Университета Ватерлоо (Онтарио)[17].

## Внешние ссылки
- Сайт Международного совета женщин
- Отчеты Международного совета женщин в Женской библиотеке Лондонской школы экономики.
- Записи Международного совета женщин в коллекции Софии Смит, специальных коллекциях колледжа Смита